# Джумакадыров, Темир Курмангазиевич
Темир Курмангазиевич Джумакадыров (4 августа 1979, Рыбачье, Иссык-Кульская область — 7 октября 2017, Садовое, Чуйская область) — киргизский государственный деятель, вице-премьер-министр Кыргызстана.

## Биография
В 1986 году поступил в среднюю школу имени Кирова в Чолпон-Ате, в 1996 году окончил эту школу. После чего в Бишкеке поступил на факультет международных отношений Института интеграции международных образовательных программ при Кыргызском национальном университете имени Жусупа Баласагына.
Трудовую деятельность начинал национальным волонтером в системе ПРООН по Нарынской и Чуйской областям. Затем работал преподавателем института интеграции международных образовательных программ, начальником департамента международного сотрудничества и инвестиций КГНУ.
Короткое время работал экспертом службы экспертно-аналитического обеспечения Секретариата Президента Кыргызской Республики.
В 2013 году он занимает должность заместителя секретаря Совета обороны Кыргызской Республики. Затем был назначен на должность Руководителя Аппарата Президента Кыргызской Республики.
С 2015 года — Секретарь Совета безопасности Кыргызской Республики. Он возглавлял рабочую группу по демонтажу коррупционных систем в государственных органах.
С 26 августа 2017 года работал Вице-премьер-министром Кыргызской Республики. Координировал вопросы обороны, общественной безопасности и правопорядка, борьбы с преступностью и коррупцией.
25 сентября Темир Джумакадыров был назначен руководителем республиканского штаба по подготовке и проведению выборов Президента Кыргызской Республики.
Погиб в дорожно-транспортном происшествии 7 октября 2017 года в селе Садовом Московского района Чуйской области. Похоронен на Ала-Арчинском кладбище
Являлся советником государственной службы III класса.
Из иностранных языков владел английским и испанским. Увлекался баскетболом и плаванием.

## Семья
Супруга — Нора Суюналиева, руководитель общественного фонда «Pro Lex» имени Темира Джумакадырова. Трое детей.

## Борьба с коррупцией
С 2013 по 2018 годы Темир Джумакадыров работал сначала Заместителем Секретаря Совета Безопасности Кыргызской Республики, а потом и Секретарем Совета Безопасности Кыргызской Республики. Под руководством Темира Джумакадырова с период 2013 по 2017 было возбуждено 6 311 уголовных дел по коррупционным преступлениям. В ходе следствия по уголовным делам государству возмещен ущерб в размере 8 млрд 500 млн сомов. Количество рассмотренных судом уголовных дел по коррупционным (должностным) преступлениям составили 2 833 в отношении 4 115 лиц, в том числе руководителей правоохранительных и других государственных органов Кыргызской Республики.

## Награды
- награждён Медалью «Данк» (30 августа 2016 года) — за вклад и развитие исторического и культурного наследия народа Кыргызстана, социально-экономического и духовного потенциала Республики, многолетний плодотворный труд, мужество и отвагу, в честь 25-летия независимости Кыргызской Республики.
- награжден Почетным знаком Организации Договора о коллективной безопасности II степени за работу в период 2015—2017 гг. на должности Секретаря Совета безопасности Кыргызстана (посмертно). Награда присуждена решением Совета коллективной безопасности ОДКБ.